# U.S. 셀룰러 센터 (시더래피즈)
U.S. 셀룰러 센터(U.S. Cellular Center)은 미국 아이오와주 시더래피즈에 위치한 실내 경기장이다.